# El Comal
El Comal är en ort i Mexiko.   Den ligger i kommunen La Perla och delstaten Veracruz, i den sydöstra delen av landet, 210 km öster om huvudstaden Mexico City. El Comal ligger 2 780 meter över havet och antalet invånare är 203.
Terrängen runt El Comal är bergig västerut, men österut är den kuperad. Runt El Comal är det ganska tätbefolkat, med 199 invånare per kvadratkilometer. Närmaste större samhälle är Orizaba, 17,7 km sydost om El Comal. I omgivningarna runt El Comal växer huvudsakligen savannskog.